# Jamada Nobuhisza
Jamada Nobuhisza (Sizuoka, 1975. szeptember 10. –) japán válogatott labdarúgó.
A japán válogatott tagjaként részt vett a 2003-as konföderációs kupán.

## Statisztika
| Japán válogatott | Japán válogatott | Japán válogatott |
| Időszak          | Mérk.            | gól              |
| ---------------- | ---------------- | ---------------- |
| 2002             | 1                | 0                |
| 2003             | 11               | 0                |
| 2004             | 3                | 1                |
| Összesen         | 15               | 1                |